# أفيانيدا (آبلة)
بلدية أفيانيدا (بالإسبانية: Avellaneda) هي بلدية تقع في مقاطعة آبلة التابعة لمنطقة قشتالة وليون وسط إسبانيا.

## الديموغرافيا
يبلغ عدد سكان بلدية أفيانيدا 30 نسمة عام 2011 (وفقاً للمعهد الوطني للإحصاء الإسباني).
| 43 | 37 | 37 | 37 | 28 | 31 | 30 |